# Élégie (Stravinsky)
Élégie is een compositie van Igor Stravinsky, gecomponeerd voor altviool solo. Stravinsky schreef het werk op verzoek van Germain Prévost van het Pro Arte Strijkkwartet. Het kwam op papier ter nagedachtenis aan Alphonse Onnou, violist en mede-oprichter van dat strijkkwartet. Stravinsky voerde zijn componeren ver door; hij vond de door hem (mee)genoteerde vingerzetting onderdeel van de compositie. De altviool moet soms meerstemmig bespeeld worden. De gehele compositie moet sordino uitgevoerd worden. Het valt uiteen in 
- een prelude
- sectie 1 bestaande uit een soort koraal
- sectie 2 bestaande uit een tweestemmige fuga met inversie
- finale bestaande uit een variatie van sectie 1

Prévost speelde het werk voor de première voor aan Béla Bartók. De eerste uitvoering vond plaats in Washington D.C. op 26 januari 1945. Van het werk verschenen tal van opnamen, soms in de bewerking naar solo viool.